# A las barricadas

Flagge der Confederación Nacional del Trabajo

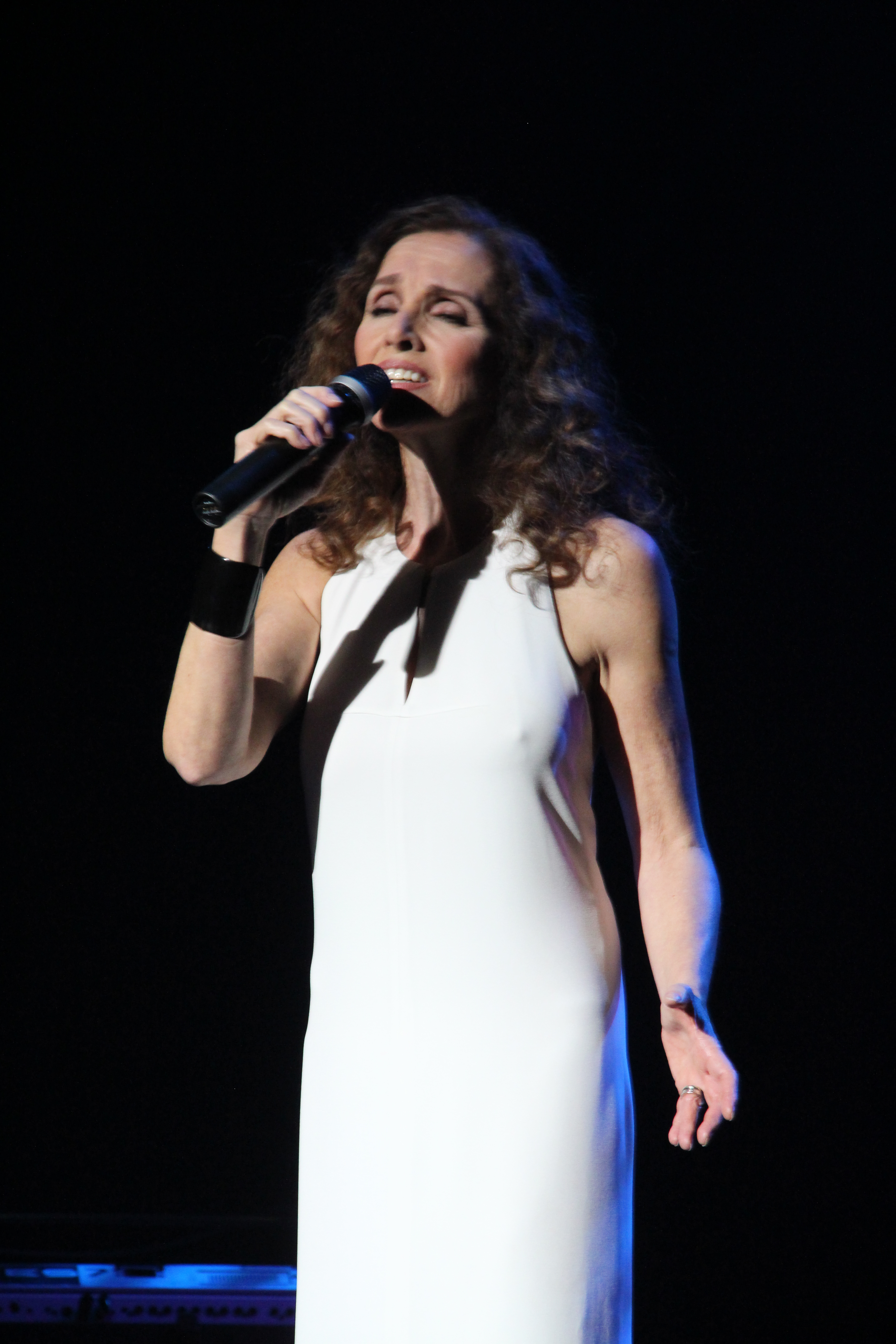
Ana Belén (2013)

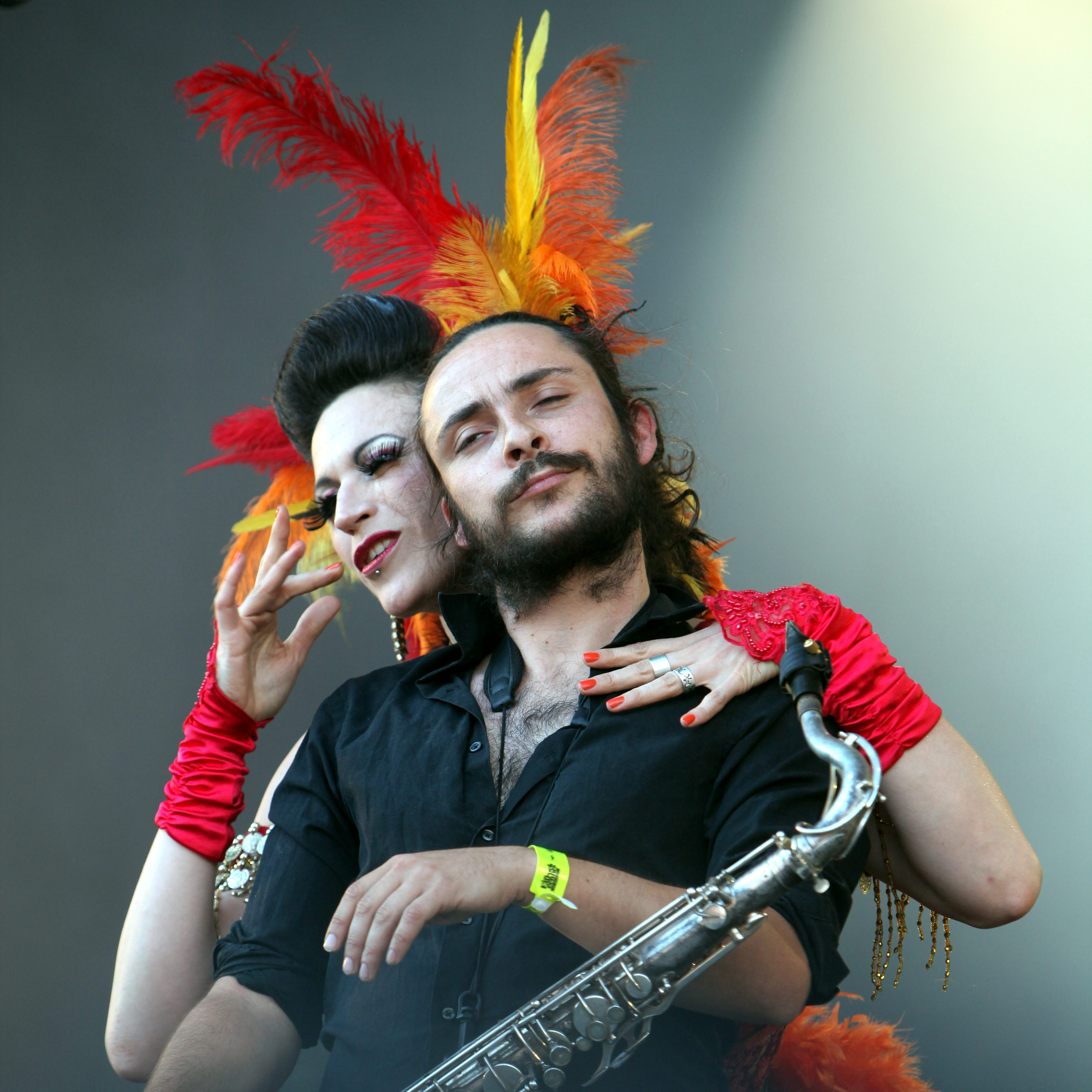
Les Hurlements d’Leo (2011)

A las barricadas (span. für Auf die Barrikaden) ist eines der bekanntesten Lieder der spanischen Anarchisten aus der Zeit des Bürgerkrieges. Geschrieben im Jahre 1933 ist es heute noch Hymne der anarchosyndikalistischen Gewerkschaft CNT (Confederación Nacional del Trabajo), auf die im Text angespielt wird, und eines der berühmtesten Arbeiterlieder Spaniens überhaupt.

## Geschichte
Die Melodie von A las barricadas basiert auf dem bekannten polnischen Arbeiterlied Warschawjanka von Wacław Święcicki. In der Folge der Demonstrationen in Warschau am 2. März 1885 avancierte das Lied zu einer überregional bekannten Hymne des polnischen Unabhängigkeitskampfes gegen die russische Besatzung. In der anarchistischen Bewegung Spaniens wurde es durch eine Veröffentlichung in der Zeitung der Federación Anarquista Ibérica (FAI) Tierra y Libertad im Jahr 1933 popularisiert. Der Zeitungsbeitrag beinhaltete neben den Partituren für gemischte Chöre von Ángel Miret sowie einer Adaption des Textes ins Spanische von Valeriano Orobón Fernández auch die Entstehungsgeschichte zu der neuen Version. Der zufolge hatte der Wuppertaler Anarchosyndikalist Alfred Schulte, ein Mitglied der Syndikalistisch-Anarchistischen Jugend Deutschlands (SAJD) während einer Spanienreise das Lied in der Badewanne gesungen. Der zufällig anwesende Orobón, Medien- und Kulturbeauftragter der CNT, kannte die Melodie und adaptierte den Text, gemeinsam mit seiner Frau Hilde, passend auf die Situation in Spanien.
Im Zuge des Spanischen Bürgerkriegs avancierte A las barricadas – als Ersatz für die traditionelle Anarchistenhymne Hijos del pueblo – bald zum populären, allseits akzeptierten Erkennungslied der anarchosyndikalistischen Bewegung. Die Aufzeichnung der Erstaufnahme erfolgte 1936. Interpret war der bekannte katalanische Volkschor Orfeó Català unter der Leitung von Francesc Pujols. Aufgrund seiner Beliebtheit erklärte es die CNT schließlich zu ihrer offiziellen Gewerkschaftshymne.
Als mit bekanntestes Lied der spanischen Anarchosyndikalisten überdauerte es auch die Jahre der Franco-Diktatur. Zum hundertjährigen Jubiläum der CNT 2009 spielte ein von einer Orchestercombo unterstützter, gemischter Chor der Hochschule für Musik Juan Crisóstomo de Arriaga in Bilbao unter Leitung von Luís Antonio Gamarra das Stück neu ein. Rückseite der explizit als Widmung konzipierten Aufnahme: die traditionelle Hymne Hijos del pueblo.

## Interpretationen und Adaptionen
Als historisches Kampflied ist A las barricadas weit über die anarchistische Bewegung in Spanien hinaus bekannt. Verbreitet wird es sowohl über bewegungsinterne Medien (in Deutschland beispielsweise das Schwarz-Rote Liederbuch) als auch über unterschiedliche Musik-Kompilationen zum Spanischen Bürgerkrieg. In der kulturhistorischen Nachbereitung der unterschiedlichen beteiligten Lager wird es gelegentlich ebenfalls zum Thema gemacht. 2014 etwa kritisierte der Autor Gaston Kirsche in dem anarchosyndikalistischen Periodikum Direkte Aktion die einseitige, auf Liedgut der Internationalen Brigaden fokussierte Zusammenstellung einer CD-Box, welche – so Kirsche – den Anteil der libertären Bewegung am Spanischen Bürgerkrieg weitgehend ausblende. Eine im Tenor ähnliche Kritik formulierte auch Martin Baxmeyer in der Zeitschrift Graswurzelrevolution.
Im historischen Kontext aufgegriffen wurde das CNT-Kampflied von dem 1996 entstandenen Film Libertarias. Libertarias verwendete die historische Anarchistenhymne nicht nur als Titelstück. Neben dem Filmintro – das neben einer instrumentalisierten Form des Stücks historische Aufnahmen offeriert von der Niederschlagung des Putsches in Barcelona im Juli 1936 sowie einleitende Textinfos – verwenden auch weitere Filmszenen das Lied als Thema: beispielsweise die Eingangsszene, in der eine improvisierte Straßenkapelle A las barricadas spielt, während sich anarchosyndikalistische Milizen zum Abmarsch an die Aragon-Front bereit machen. Unabhängig vom Film spielte Ana Belén, eine der Hauptdarstellerinnen, zusammen mit ihrem Ehemann Víctor Manuel eine Version des Lieds im Bossa-Nova-Stil ein.
Zwischenzeitlich dürften die auf Tonträger verfügbaren Versionen des Stücks in die Hunderte gehen. Der iTunes Music Store listet mehrere Dutzend von unterschiedlichen Interpreten. Insbesondere von antifaschistisch und/oder anarchistisch orientierten Punk- und Folk-Punk-Formationen wurde das Stück wiederholt aufgegriffen. Beispiele: die französische Alternativrock-Band Les Amis d'ta femme, die aus Mitgliedern von Les Hurlements d’Léo bestehende Gruppe El Comunero oder die aus Sevilla stammende Punkcombo Los Muertos de Cristo. Eine Version in modernem Chanson- und Varieté-Stil stammt von der französischen Sängerin Christiane Courvoisier, eine experimentelle, mit elektronischer Musik unterlegte von dem Musikprojekt 100blumen.

## Liedtext
| Negras tormentas agitan los aires nubes oscuras nos impiden ver Aunque nos espere el dolor y la muerte contra el enemigo nos llama el deber. El bien más preciado es la libertad hay que defenderla con fe y con valor. Alza la bandera revolucionaria que llevará al pueblo a la emancipación Alza la bandera revolucionaria que llevará al pueblo a la emancipación En pie el pueblo obrero a la batalla hay que derrocar a la reacción ¡A las Barricadas! ¡A las Barricadas! por el triunfo de la Confederación. ¡A las Barricadas! ¡A las Barricadas! por el triunfo de la Confederación. | Schwarze Stürme durchziehen die Lüfte Dunkle Wolken nehmen uns die Sicht Obwohl Tod und Schmerz uns erwartet Ruft uns die Pflicht gegen den Feind Das wertvollste Gut Ist die Freiheit Sie müssen wir verteidigen Mit Glaube und mit Mut Hisse die revolutionäre Fahne Die das Volk zur Emanzipation führt Hisse die revolutionäre Fahne Die das Volk zur Emanzipation führt Das werktätige Volk bricht auf zum Kampf Die Reaktion müssen wir niederringen Auf die Barrikaden! Auf die Barrikaden! Für den Triumph der Confederación Auf die Barrikaden! Auf die Barrikaden! Für den Triumph der Confederación |  |

Die dritte Strophe wird manchmal mit „Alza la bandera revolucionaria, que del triunfo sin cesar nos lleva en pos“ (Hisse die revolutionäre Fahne, deren ewiger Triumph uns voranschreiten lässt) abgeändert.